# Neuglashütten (Wüstung)
Neuglashütten war ein Ort in der Rhön in der Nähe von Motten im Nordwesten von Bayern mit 122 Einwohnern im Jahr 1931. Mit der Errichtung des Truppenübungsplatzes Wildflecken durch die Wehrmacht verschwand der Ort 1938.

## Lage
Neuglashütten lag in 474 Metern Höhe am Nordhang des Kleinen Auersberg im Tal der Kleinen Sinn. Die Häuser lagen verstreut ober- und unterhalb der Hauptstraße von Kothen nach Reußendorf.

## Geschichte
Besiedelt wurde das Gebiet von Neuglashütten 1684, als die Glashütte aus dem nahegelegenen Altglashütten dorthin verlegt wurde. Sie blieb allerdings nur bis 1704, als sie wieder zurückversetzt wurde. In den Kirchenbüchern wurde erst ab 1730 zwischen den zwei Orten unterschieden. Die Einträge davor lauten auf ex vitriaria fuldensis, was aus der fuldischen Glashütte bedeutet.
Erstmals bestand von 1777 bis 1781 eine Sommerschule im Ort. Danach wurden die Kinder bis 1887, als ein Schulgebäude errichtet worden war, in Altglashütten unterrichtet. Eine eigene Kirche gab es im Ort nie. Bis zur Errichtung der Lokalkaplanei im benachbarten Altglashütten wurde die Kirche in Kothen besucht.
Der Räumungstermin für das Dorf war der 1. April 1938.
Nach dem Zweiten Weltkrieg wurde kurzfristig geplant, das Dorf wieder zu besiedeln. Die Bewohner umliegender Orte holten sich allerdings schon ab 1945 verwertbares Baumaterial, so dass die verbliebenen Ruinen von 1946 bis 1948 zum endgültigen Abbruch freigegeben wurden.
Die ehemalige Landgemeinde Neuglashütten bestand nur aus dem gleichnamigen Dorf und umfasste 82,75 Hektar. Sie wurde 1942 aufgelöst und dem Heeresgutsbezirk Wildflecken zugeteilt. Die Absiedlung der Gemeinde war zum Zeitpunkt der Volkszählung 1939 bereits erfolgt.